# Döbör
Döbör (németül: Doiber, szlovénül: Dobrica) Rábaszentmárton településrésze, egykor önálló község Ausztriában, Burgenland tartományban, a Gyanafalvi járásban.

## Fekvése

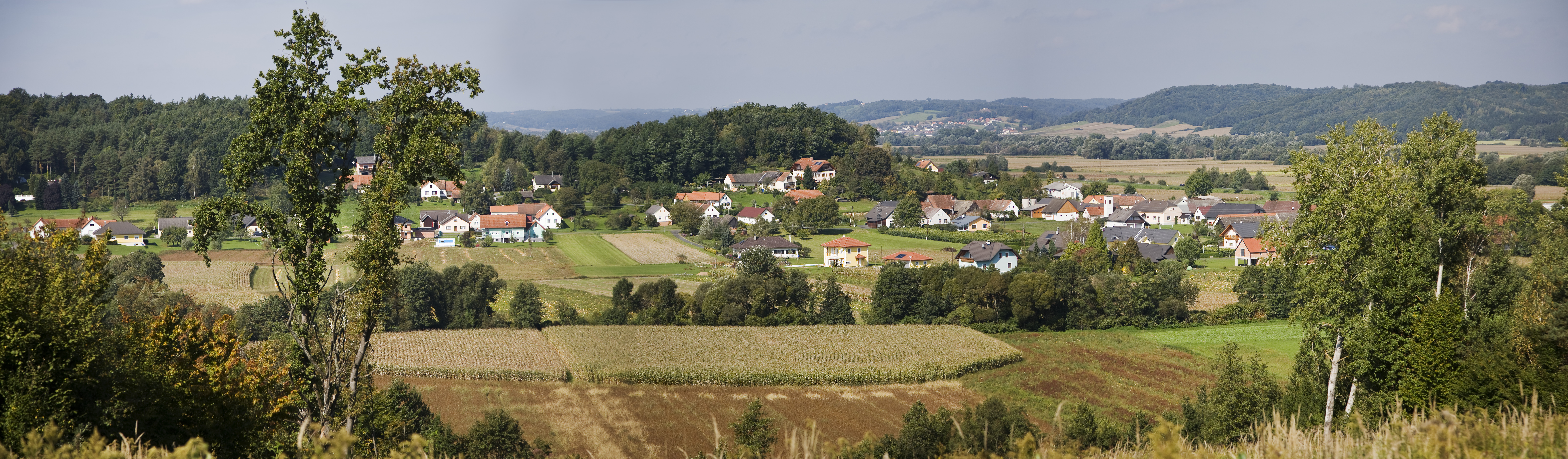
Döböri panoráma

Gyanafalvától 2 km-re délre, a Rába jobb partján fekszik.

## Története
A települést 1387-ben "Dubricha" alakban említik először. Dobra várának uradalmához tartozott.  1387-ben Luxemburgi Zsigmond Dobra várát az uradalommal együtt a Széchy családnak adományozta. 1529-ben és 1532-ben feldúlta a Bécs vára ellen vonuló török. 1605-ben a Rába völgyével együtt Bocskai hajdúi dúlták fel. 1607-ben a dobrai uradalom a Batthyány család birtoka lett. 1683-ban újra feldúlták a Bécs ellen vonuló török hadak. 1787-ben 33 házában 212 lakos élt. 1828-ban 41 háza volt 277 lakossal. 1857-be 52 házat és 336 lakost számláltak a településen.
Vályi András szerint "DÖBÖR. Fejber Döbör. Német falu Vas Vármegyében, földes Ura Gróf Battyáni Uraság, lakosai katolikusok, fekszik Német Szent Mártonnak 516szomszédságában, ’s ennek filiája, Szent Gothárdtól más fél mértföldnyire, határja középszerű, tulajdonságai külömbfélék, második Osztálybéli ."
Fényes Elek szerint "Döbör, német falu, Vas vgyében, a dobrai uradalomban, 308 kath. lak., fenyves erdővel."
Vas vármegye monográfiája szerint "Döbör, r. kath. német község, a Rába mellett, a tervezett gyanafalva-muraszombati vasút mentén. Házainak száma 67, lélekszáma 394. Postája Rába-Szt.-Márton, távírója Gyanafalva."
1910-ben 402, túlnyomórészt német lakosa volt. A trianoni békeszerződésig Vas vármegye Szentgotthárdi járásához tartozott. A békeszerződések Ausztriának ítélték és 1921-ben Burgenland tartomány része lett. 1971-ben közigazgatásilag Rábaszentmártonhoz csatolták. 2001-ben 253 lakosa volt.

## Nevezetességei
- Utikápolna.

## Külső hivatkozások
- Döbör a dél-burgenlandi települések portálján
- Rábaszentmárton hivatalos oldala
- Geomix.at
- A burgenlandi települések történeti lexikona PDF